# Матей, Флорентин
Флорентин Матей (рум. Florentin Matei; 15 апреля 1993, Болинтин-Вале, Румыния) — румынский футболист, полузащитник.

## Биография
Родился Флорентин Матей 15 апреля 1993 года в городе Болинтин-Вале.
Первым профессиональным клубом футболиста был «Стяуа», но сыграв за основную команду всего лишь 2 матча (в основном выйдя на замены) перешёл в 2010 году в «Унирю».
Сыграв в команде за сезон 7 матчей покинул «Унирю» и подписал контракт с итальянской «Чезеной». Это был первый зарубежный клуб в карьере молодого Матея. Но и в «Чезене» перспективный полузащитник так и не смог заиграть. За сезон сыграл 6 матчей после чего покинул команду.
Осенью 2013 года на правах свободного агента подписал контракт с луцкой «Волынью». В команде взял 15 номер. Примечательно, что в августе 2013 года талантливого полузащитника хотел подписать ещё один украинский клуб — «Металлист». Но до подписания контракта дело так и не дошло.
За «Волынь» дебютировал 25 сентября 2013 года в игре против «Ворсклы» в Кубке страны. Лучане проиграли встречу со счётом 1:2, а Матей отыграл за команду первый тайм. Первый свой гол в украинской Премьер лиге за «Волынь» 24 ноября 2013 года забил в ворота симферопольской «Таврии».
1 февраля 2016 года стало известно, что Матей продолжит карьеру в хорватской «Риеке». Сумма трансфера составила 500 000 евро, а контракт футболист подписал на срок до 30 июня 2019 года.